# Frank Herbert's Dune
Frank Herbert's Dune est un jeu vidéo d'action-aventure développé par Cryo Interactive sorti en 2001 sur PC et PlayStation 2. Il est basé sur le scénario du roman Dune de Frank Herbert.

## Trame
L'histoire relate l'ascension de Paul Atréides après l'assassinat de son père, Leto Ier par son rival le baron Vladimir Harkonnen.

## Système de jeu
Le joueur devra affronter des séries d'épreuves similaires à celles présentes dans le livre (chevaucher des vers de sable, se battre contre des Harkonnen…)